# Chronik 2
Chronik 2 ist ein Sampler des Independent-Labels Selfmade Records, der im April 2009 erschien und zum Charterfolg avancierte. Die Beiträge der CD stammen von Casper, Favorite, Kollegah und Shiml. Zusätzlich zum Album ist Chronik 2 auch ein Videoalbum beigelegt.

## Hintergrund
2007 veröffentlichte Selfmade Records den ersten Labelsampler Chronik 1, der die Künstler des Labels sowie den als Slick One bekannten Label-Gründer Elvir Omerbegovic präsentiert. Es folgten die Alben Alphagene von Kollegah, Anarcho von Favorite, Kollegah von Kollegah und Im Alleingang von Shiml, die alle Platzierungen in den deutschen Charts erreichen konnten.
Am 6. Februar 2009 gab das Düsseldorfer Label bekannt, den Rapper Casper unter Vertrag genommen zu haben. Omerbegovic äußerte sich zur Verpflichtung Caspers und erklärte, dieser passe „aufgrund seines einzigartigen Stils und seines besonderen Newcomer-Status […] perfekt zu[r] Labelphilosophie.“ In einem Interview sagte Casper, er sei zum Zeitpunkt der Anfrage durch Selfmade Records nicht auf der Suche nach einem neuen Label gewesen. Er entschied sich jedoch für die vertragliche Bindung, da er sich Aufmerksamkeit und eine auf Künstler abgestimmte Vermarktung verspreche wie sie, aus seiner Sicht, bei den anderen Künstlern zuvor stattgefunden hatte. Neben dem Düsseldorfer Label habe Casper zwölf weitere Angebote erhalten, die ihm jedoch keine Album-Veröffentlichung vor Ende 2010 in Aussicht gestellt haben.
Im Gegensatz zu Chronik 1 spielt Geschäftsführer Slick One auf dem zweiten Teil, abgesehen von dem Titel Bruderkrieg, musikalisch keine Rolle, da er nicht mehr als Rapper aktiv ist. Er bezeichnet den Titel, der bereits einige Jahre zuvor entstanden war, als „Abschiedstrack von der deutschen Rapszene.“ Edo Maajka, der ein Freund Slick Ones ist, besuchte diesen Anfang 2009 und nahm eine Strophe für das Lied auf.
Zwei Wochen vor Erscheinung des Samplers wurde ein Snippet, das die Titel von Chronik 2 kurz anspielt, veröffentlicht.

## CD

### Titelliste

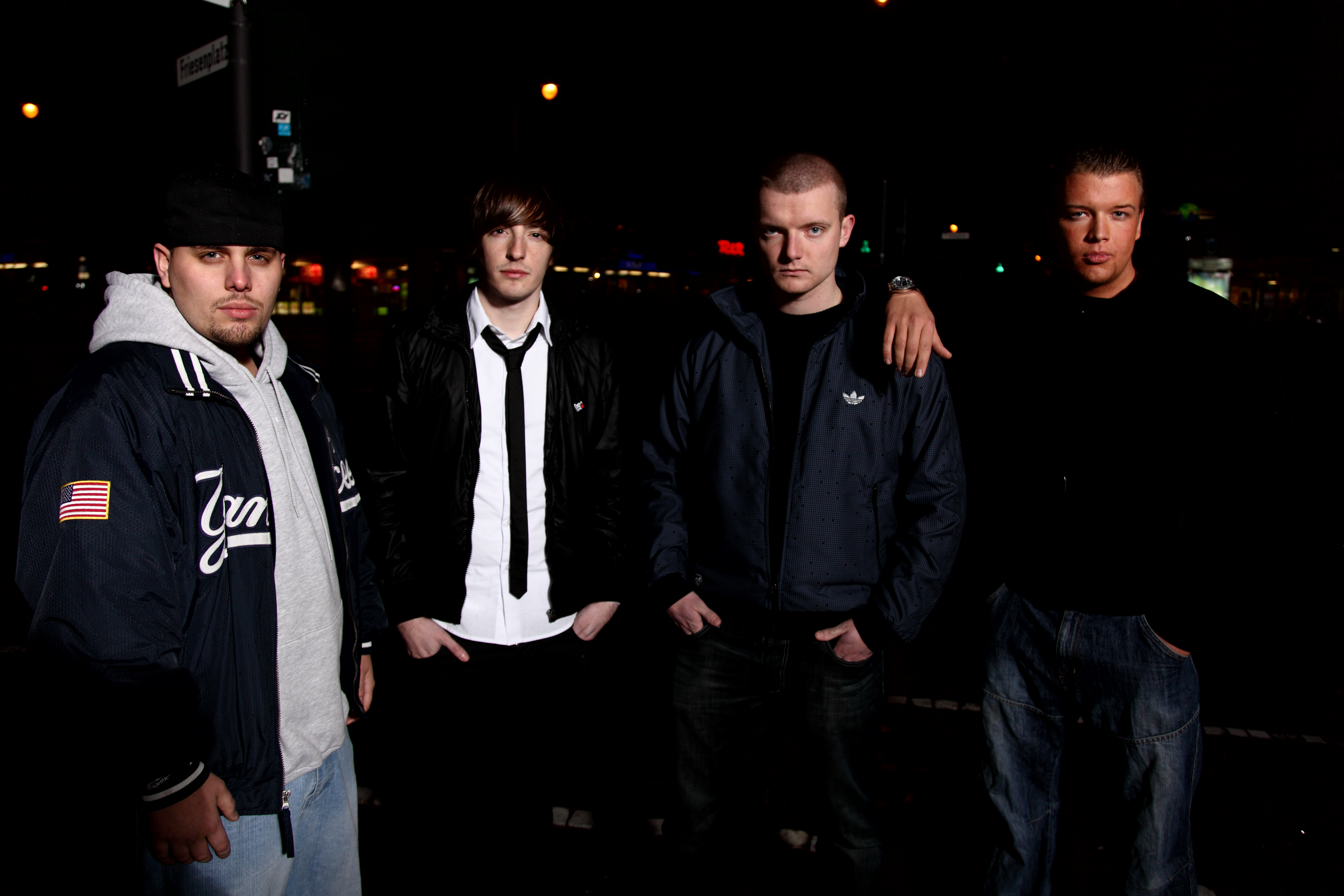
Die Selfmade-Records-Künstler Favorite, Casper, Shiml und Kollegah

| #  | Titel                      | Künstler                               | Produzent          | Länge |
| -- | -------------------------- | -------------------------------------- | ------------------ | ----- |
| 1  | Mittelfinger hoch          | Casper, Favorite und Kollegah          | Rizbo              | 3:35  |
| 2  | Halbautomatik              | Kollegah                               | Rizbo              | 4:05  |
| 3  | Elefant (Ich bleib stehen) | Casper                                 | Gordon Shumway     | 3:50  |
| 4  | Krieg                      | Favorite feat. Olli Banjo              | Rizbo              | 4:38  |
| 5  | Westdeutschlands Kings     | Kollegah und Favorite feat. Farid Bang | Rizbo              | 2:49  |
| 6  | Unter null                 | Shiml                                  | Bjet               | 2:57  |
| 7  | Superman                   | Favorite                               | Hardkore Rap Beats | 3:54  |
| 8  | Skit                       |                                        |                    | 0:31  |
| 9  | Bruderkrieg                | Slick One feat. Edo Maajka             | Rizbo              | 3:27  |
| 10 | 2x mehr wie Du             | Casper und Favorite                    | Tikay One          | 4:09  |
| 11 | G's sterben jung           | Kollegah feat. SunDiego                | B-Case             | 4:23  |
| 12 | Er & Ich 2009              | Shiml feat. MontanaMax                 | Awe                | 3:31  |
| 13 | Lebenswerk                 | Favorite                               | Rizbo              | 3:29  |
| 14 | Vatertag                   | Casper                                 | Tikay One          | 3:37  |
| 15 | Mit jedem Atemzug          | Shiml                                  | Alper              | 4:32  |
| 16 | JebiGa                     | Kollegah und Favorite                  | Vizir              | 2:57  |
| 17 | Rock 'n' Roll              | Casper feat. Marteria                  | Tikay One          | 3:43  |
| 18 | Dampfwalze                 | Casper, Favorite, Kollegah und Shiml   | Tikay One          | 6:19  |

### Texte

#### Casper
Casper lieferte Beiträge für sechs Titel des Albums, darunter die beiden Solo-Lieder Elefant (Ich bleib stehen) und Vatertag. In Vatertag wird das Thema Kindesmisshandlung behandelt. Es existieren mehrere Interpretationen: Caspers autobiographische Erzählung/die Erzählung eines  lyrischen Ichs, das sexuell missbraucht wird. Im Verlauf der Beschreibung werden seine Gefühle/die Gefühle des lyrischen Ichs und seine Ohnmacht gegenüber der väterlichen Gewalt hervorgehoben: „Die Tür fliegt auf, spür den Schlag im Gesicht, unter dem Rücken die Latte, die bricht. Kralle mich fest, von ihm in die Matratze gedrückt, hasse den Blick, fasse das nicht. Das ist nicht mein Dad, das ist ein anderer Mensch, der mich am Handgelenk greift und wirft und unter seinem Atem zwängt. Küsst mir die Wange, wischt den Angstschweiß weg. Wimmern im Dunkeln, ich wünsche mich ganz weit weg.“ Das zweite Stück, Elefant, hält Casper selber für eines der besten Lieder, die er in den Monaten vor Veröffentlichung des Samplers aufgenommen hat. Darin bringt der Rapper seine, größtenteils negative Sicht auf die deutschen Rapper zum Ausdruck, beschwert sich über fehlenden Respekt ihm gegenüber und greift die Reaktionen der Hörer seiner Musik auf, die etwa seine Lieder, aufgrund der Betonung negativer Gefühle in vielen seiner Stücke, häufig als „Emo-Rap“ bezeichnen. Im Gegensatz zu seinen Solo-Titeln, schrieb Casper bei seinen Titeln mit anderen Rappern humoristische Texte oder bedient sich wie im Lied Mittelfinger Hoch stilistisch beim Battle-Rap. In einem Interview erklärte Casper, er habe sich auf Chronik 2 so vielseitig wie möglich zeigen wollen.

#### Favorite
Favorite hat mit Superman und Lebenswerk zwei Solostücke für den Sampler aufgenommen. In Superman macht er sich über populäre Clublieder US-amerikanischer Rapper wie Lollipop von Lil Wayne und Crank That (Soulja Boy) von Soulja Boy lustig. Dabei imitiert Favorite auch Stilmittel dieser Titel. Mehrfach nimmt der Essener auch Bezug auf den Ausspruch „Ich tanz den Kaas im Club“ des deutschen Rappers Kaas. Lebenswerk ist dagegen ein selbstkritischer Titel, in dem Favorite auf seinen Drogenkonsum, fehlende Bildung und verpasste Gelegenheiten eingeht. Er erklärt dem Zuhörer, er könne aus Favorites Fehlern lernen. Gegenüber der Internetseite Rap.de äußerte er, dass der Drogenkonsum nötig sei für seine Musik und er weiterhin Drogen nehme, obwohl dies seinem Privatleben abträglich sei. Favorite sieht in seinen Beiträgen für den Sampler eine persönliche Weiterentwicklung. Nachdem er zuvor etwa für Schläge für Hip Hop vor allem Battle-Rap-Stücke, in denen Punchlines im Fokus standen, veröffentlicht hatte, habe er für Chronik 2 darauf geachtet „hörbare Musik“, die zum Beispiel dem Storytelling zugeordnet werden kann, aufzunehmen.

#### Kollegah
Für seinen Solotitel Halbautomatik sowie die Stücke Jebiga mit Favorite und Gs sterben jung mit SunDiego nutzt Kollegah die gleichen Themen und Stilmittel wie bereits bei den Liedern seiner Alben Alphagene und Kollegah. Inhaltlich werden Motive wie Drogenhandel, Gewalt und Sex aufgegriffen, wobei sich der Rapper betont arrogant präsentiert. Neben der inhaltlichen Komponente, nutzt Kollegah Wortspiele, die den Unterhaltungswert der Titel mit ausmachen. Er nutzt vor allem Homonyme („Jeder sagt mir ständig, ich solle nicht immer wie wild mit Geld rumschmeißen, sondern es lieber mal auf die Seite legen, als würde ich ihm Erste-Hilfe-Stellung leisten.“) sowie die speziellen Formen Homophone („Fav hat letztens meinen Mercedes zu Schrott gefahren, doch egal mein Hof ist voll mit denen (Dänen) wie Kopenhagen.“) und Homographen („Ich spendier' dir 'ne Line und du wirst cocainsüchtig. Tja, das kommt davon, so wie O. J. Simpson.“) In Interviews sagte Kollegah, seine Beiträge für Chronik 2 seien derselbe Stil wie immer, und erklärte, man könne von ihm keine Weiterentwicklung erwarten.

### Gastbeiträge
Obwohl die vertraglich an Selfmade Records gebundenen Künstler im Mittelpunkt stehen, wurden für Chronik 2 auch einige externe Rapper für gemeinsame Titel hinzugezogen. Casper erklärte, dass bei der Konzipierung des Samplers die Idee aufgekommen sei, jeder Künstler solle ein gemeinsames Lied mit einem außenstehenden Künstler machen. Er habe daraufhin Marteria kontaktiert, mit welchem er bereits seit längerer Zeit zusammenarbeiten wollte. Kollegah nahm mit dem Rapper SunDiego den Titel G's sterben jung auf. Diesen hatte Kollegah 2005 über die Internetplattform RBA kennengelernt.
Nachdem Favorite im Oktober 2008 mit den Rappern Olli Banjo und F.R. die Life is Live-Tournee bestritten hatte, entschied er sich für eine Kollaboration mit Olli Banjo. Im Gegenzug soll Favorite auf dem vierten Teil der Album-Reihe Sparring von Banjo vertreten sein. Shiml steuerte mit seinem langjährigen Freund MontanaMax das Stück Er & Ich 2009 bei. MontanaMax begleitete die Künstler des Labels auch auf der gemeinsamen Tournee zu Chronik 2. Des Weiteren tritt Edo Maajka in einem Lied mit Slick One in Erscheinung. Kollegah und Favorite nahmen außerdem mit Farid Bang den Titel Westdeutschlands Kings auf. Zeitgleich zur Veröffentlichung von Chronik 2, kündigte Selfmade Records ein Album von Kollegah und Farid Bang unter dem Titel Jung, brutal, gutaussehend an. Kollegah erklärte gegenüber dem Backspin Hip Hop Magazin, er habe Farid Bang in Düsseldorf kennengelernt und halte ihn, nach sich, für den besten Rapper in Deutschland.

### Produktion
Die auf dem Sampler vertretenen Rapper tragen ihre Texte über Hip-Hop-Beats vor. An der Entstehung der verschiedenen Instrumentals waren diverse Hip-Hop-Produzenten beteiligt. Hauptproduzent von Chronik II ist der bei Selfmade Records unter Vertrag stehende Hip-Hop-Musiker Rizbo, der für die musikalische Untermalung der Titel Mittelfinger hoch, Lebenswerk, Krieg, Halbautomatik, Westdeutschlands Kings und Bruderkrieg verantwortlich war. Vier weitere Beats wurden dem Produzenten Tikay One, der das erste Mal für ein Album des Labels produziert hatte, beigesteuert. Diese Beats sind den Stücken Vatertag, 2x mehr wie du, Rock'n'Roll und Dampfwalze zuzuordnen. Der Beat des Stücks Elefant (Ich bleib stehen) wurde von Gordon Shumway und das Instrumental von Superman von Hardkore Rap Beats produziert. Des Weiteren wurde der Titel Jebiga von Vizir produziert, welcher bereits in der Vergangenheit für die Alben der Künstler Favorite und Kollegah produziert hatte. Das Lied G's sterben jung wurde von B-Case produziert, der damit wie Tikay One erstmals auf einer Selfmade Records-Veröffentlichung in Erscheinung tritt. Alper, der den Großteil des Albums Im Alleingang produzierte, ist für die musikalische Untermalung des Titels Mit jedem Atemzug verantwortlich. Außerdem wurden die Stücke Unter Null von Bjet und Er und ich 2009 von Awe produziert.
Die Abmischung, bei der es zur Bearbeitung der Tonaufnahmen, etwa durch Hinzufügen von Effekten oder Festlegung der Balance der verschiedenen Bestandteile des Stücks, kommt, erfolgte durch Bjet. Laut Slick One ist die Qualität der Abmischung von Chronik 2 auffällig besser als beim ersten Teil aus dem Jahr 2007. Im Anschluss an die Abmischung übernahm Sascha „Busy“ Bühren in den Truebusyness Studios die Audionachbearbeitung Mastering, wobei es zur qualitativen Verbesserung des Tonmaterials kommt.

## Videoalbum
Neben der Musik-CD Chronik 2, liegt der Veröffentlichung die DVD Selfmade Vol. 1 bei, die eine etwa zweistündige Laufzeit hat. Jeder der Künstler des Labels wurde dafür in einem anderen Zusammenhang gefilmt. Casper besuchte die Internationalen Filmfestspiele in Berlin, wo er mit verschiedenen Prominenten spricht, Kollegah fährt zusammen mit dem Rapper Farid Bang durch Düsseldorf und raucht mit diesem Shisha, Shiml wurde im Rahmen der „Release-Party“ zu seinem Album Im Alleingang gefilmt und Favorite führt ein Interview mit einem Inhaftierten der Justizvollzugsanstalt Herford, in der er außerdem ein Konzert spielt.

## Illustration
Auf dem Cover sind die vier Künstler des Labels vor weißem Hintergrund erkennbar. Favorite steht dabei im Mittelpunkt und zielt mit einer Zwille auf den Betrachter. Die Fotos für das Booklet wurden von Lars Henning Schröder geschossen. Anschließend erfolgte die Bearbeitung der Fotos und die Gestaltung des Artworks durch Jacob „D139“ Roschinski.

## Vermarktung

### Video
Der Titel Mittelfinger Hoch von Casper, Kollegah und Favorite wurde von der Filmproduktionsfirma Los Banditos, die 2008 bereits Kollegahs Stück Herbst adaptiert hatten, als Video umgesetzt. Der Clip wurde auf Vorschlag von Los Banditos in Berlin gedreht. Slick One erklärte, das Label habe ein „urbanes Video“ gewollt und Berlin passe damit perfekt als Drehort. Für Casper waren die Aufnahmen zu Mittelfinger Hoch der erste Videodreh. Die Premiere des Clips war am 24. März 2009. Es folgte die Ausstrahlung des Videos auf dem Musiksender MTV.

### Auseinandersetzung mit Aggro Berlin
Am 11. März 2009 stellte Selfmade Records das Lied Westdeutschlands Kings von Kollegah, Favorite und Farid Bang als sogenannte „Pre-Single“ kostenlos ins Internet. Auf diesem greifen Kollegah und Favorite die Künstler Sido, Kitty Kat und Fler des Berliner Labels Aggro Berlin an. Zwei Tage später wurde daraufhin der Titel Früher wart ihr Fans von Fler, Kitty Kat und Godsilla veröffentlicht, in dem die Berliner auf die Attacken reagieren und den Rappern von Selfmade Records vorwerfen, einen „Beef“ zu erzeugen, um den Sampler Chronik 2 zu vermarkten: „Früher waren es Tracks, heute Werbung für den Sampler.“ Das Lied wurde besonders wegen der Zeile „Mann, egal was du tust, du bleibst für mich und die Welt dann immer nur der eine Junge ohne Eltern“, womit Kitty Kat auf den Unfalltod von Favorites Eltern anspielt, kritisiert. Am 20. März folgte wiederum eine Antwort von Kollegah, der den Titel Fanpost ins Internet stellte. Fler reagierte darauf mit dem Stück Schrei nach Liebe, dessen Refrain sich an den Titel Schrei nach Liebe von Die Ärzte anlehnt: „Dass du mich disst, ist nur ein stummer Schrei nach Liebe. Guck, dieses Milchgesicht sehnt sich nach Zärtlichkeit. Du musst dein´ Selbsthass nicht auf andere projizieren. Ich weiß, dein Vater hatte niemals für dich Zeit.“
Die E-Zine Laut.de berichtete über die Streitigkeiten und verwies dabei auf den Nutzen für beide Seiten, die mit den Titeln auch die Veröffentlichungen Chronik 2 und Fler, das am 27. März 2009 veröffentlicht wurde, beworben hatten. Redakteurin Dani Fromm lobte die Auseinandersetzung als „höchst unterhaltsame Terrainkämpfe“ und wertete sowohl die Beats als auch die Leistung Flers positiv, der „in punkto [sic!] Bilder und Wortwitz“ nicht an Kollegah heranreiche, aber sich dennoch gut verkaufe.

### Tournee
Die Künstler des Labels absolvierten eine gemeinsame Tournee unter dem Titel Mittelfinger Hoch!-Tour. Diese begann am 8. April in Hannover und endete nach 19 Terminen am 16. Mai 2009 mit einem Konzert in Wien. Laut Meldung von Selfmade Records wurden die Konzerte in Köln und Münster bereits im Vorfeld ausverkauft.
Am 9. April, an dem auch die Auflösung des Labels Aggro Berlin bekannt gegeben wurde, kam es beim Konzert in Berlin zu Ausschreitungen. Dabei wurde zu Beginn des Auftritts von Shiml und MontanaMax Equipment zerstört. Des Weiteren wurden die beiden Rapper angegriffen, wobei MontanaMax Platzwunden und einen Armbruch davontrug. Er konnte die folgenden Tourtermine nicht wahrnehmen und trat erstmals wieder am 17. April in Köln auf. Im Rahmen der Ermittlungen wegen „besonders schwerem Landfriedensbruchs“ wurden zehn Personen festgenommen, darunter auch der Rapper Joe Rilla.
Das Konzert am 16. April 2009 in Hamburg wurde zeitgleich im Internet übertragen. Auf der Internetseite von Mixery Raw Deluxe wurde der „Stream“ ausgestrahlt.

## Rezeption

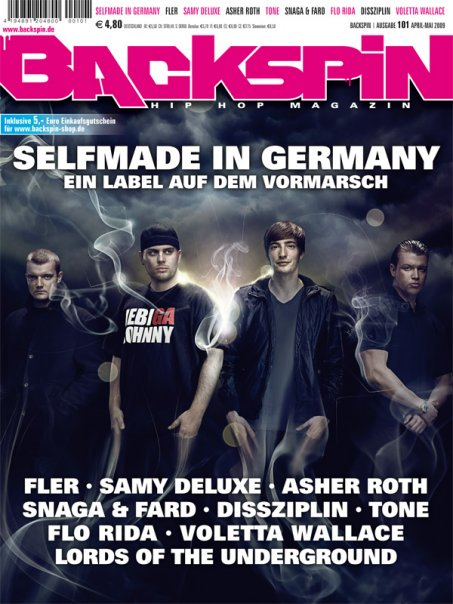
Shiml, Favorite, Casper und Kollegah auf dem Cover der 101. Ausgabe der Backspin

### Kritik
Max Brandl, Redakteur der E-Zine Laut.de, thematisierte den Sampler und die Zusammenhänge der Veröffentlichung in Form einer Rezension. Dabei geht Brandl auch auf die zeitliche Überschneidung der Schließung des Berliner Labels Aggro Berlin, das seit seiner Gründung im Jahr 2001 zu den einflussreichsten Firmen der deutschen Rap-Musik gehörte, und der Veröffentlichung des zweiten Samplers von Selfmade Records ein. Aggro Berlin habe „so kompromisslos und gleichzeitig erfolgreich“ wie kein anderes Hip-Hop-Label Konzepte umgesetzt. Die Haltung der Unbeugsamkeit habe jedoch dazu geführt, dass die Protagonisten unflexibel wurden, sodass Selfmade Records mit neuen musikalischen Konzepten für die Weiterentwicklung des deutschen Hip-Hops sorgen könne. Chronik 2 weise zahlreiche Stile des Raps auf und präsentiere etwa Stücke des Gangster-Raps wie auch des klassischen „Backpacker-Hip-Hops“. Diese verschiedenen Facetten seien „nicht messerscharf voneinander getrennt, sondern verschmolzen zu einer Einheit, die sich aus eben dieser Abwechslung nährt.“ Casper sei ein gutes Beispiel für die Vielseitigkeit, da er in Kombination mit den anderen Künstlern Battle-Rap aufnehmen kann, aber auch wie bei Vatertag introvertierte Stücke präsentiert. Kollegah wird positiv als Entertainer hervorgehoben, der sich durch seinen „grandios unreflektierten, überheblichen und aus der Luft gegriffenen Hollywood-meets-Hundertwasser-Satzbau“ auszeichnet. Brandl lobt des Weiteren die Produktionen der Titel und vergibt der Veröffentlichung vier von möglichen fünf Bewertungspunkten. In einem abschließenden Fazit attestiert der Redakteur dem Düsseldorfer Label das Potential die Position Aggro Berlins einnehmen zu können.
Die Internetseite Rap.de veröffentlichte eine Kritik zu Chronik 2, in der die Vielseitigkeit des Tonträgers hervorgehoben und Selfmade Records zum „(Indie-)Label Nummer Eins“ erklärt wird. Shiml, Kollegah, Favorite und Casper werden in der Rezension von der Redakteurin Lisa bewertet. Ihrer Meinung nach enttäusche Kollegah auf dem Sampler, etwa durch seinen Beitrag Halbautomatik sowie seiner Strophe auf Mittelfinger Hoch. Dagegen werden Westdeutschlands Kings und Jebiga als positive Gegenbeispiele genannt. Shiml wurde bereits in einer Wertung zu seinem Album Im Alleingang als farblos kritisiert und liefere aus Sicht der Redakteurin auch auf Chronik 2 keine Überraschungen, wobei zumindest Mit jedem Atemzug positiv gewertet wird. Favorites Beiträge werden als Überraschung des Samplers hervorgehoben. Diese seien wie Superman äußerst unterhaltsam oder überzeugen wie Lebenswerk durch ehrliche Selbstreflexion, wodurch der Titel eine emotionale Tiefe erhalte, ohne dabei auf eine melancholische Stimmung zurückzugreifen. Ebenfalls eine gute Kritik erhält Casper, der insbesondere für die „nahezu körperlich spürbare Intensität“ des Stücks Vatertag gelobt wird. Des Weiteren seien die Gastbeiträge zwar von prominenten Rappern beigesteuert worden, erreichen aber nicht die angemessene Qualität.
Das Hip-Hop-Magazin Juice ernannte Chronik 2 in der Rubrik Home Grown zum „Mixtape des Monats“. Auch in dessen Kritik wird die musikalische Vielseitigkeit hervorgehoben. Die Chartplatzierung spräche dafür, dass „interessante Künstler“ stärker für ein Label von Bedeutung sind, als ein „einheitliches Image“. Positiv sieht die Redaktion die gemeinsamen Stücke von Favorite und Olli Banjo sowie von Casper und Marteria. Kollegah, Casper und Favorite liefern die Höhepunkte der Veröffentlichung, während Shiml und Slick One sowie die Gastrapper MontanaMax, SunDiego und Farid Bang keinen größeren Eindruck hinterlassen.

### Bestenliste
Der Redaktionsteil von Laut.de, der die Rezensionen zu Hip-Hop-Veröffentlichungen verfasst, erstellte Anfang 2010 eine Liste der zwanzig „besten Songs“ des Genres aus dem Jahr 2009. Dabei wurde Mittelfinger Hoch auf Platz 16 gewählt.

## Kommerzieller Erfolg
Chronik 2 stieg auf Platz 15 der deutschen Albumcharts ein. Damit konnte der Tonträger, bis zur Veröffentlichung von Christoph Alex, die höchste Chartnotierung des Düsseldorfer Independent-Labels erreichen. In der zweiten Woche fiel der Sampler auf Rang 93 der Charts ab. Des Weiteren platzierte sich Chronik 2 mit Position 72 in den österreichischen Charts.
| ChartsChartplatzierungen | Höchstplatzierung | Wochen |
| ------------------------ | ----------------- | ------ |
| Deutschland (GfK)        | 15 (2 Wo.)        | 2      |
| Österreich (Ö3)          | 72 (1 Wo.)        | 1      |